# Astragalus helgurdensis
Astragalus helgurdensis är en ärtväxtart som beskrevs av C.C.Towns. Astragalus helgurdensis ingår i släktet vedlar, och familjen ärtväxter. Inga underarter finns listade i Catalogue of Life.